# Parastenolechia
Parastenolechia é um gênero de traça pertencente à família Agonoxenidae.